# Origma
Origma är ett litet fågelsläkte i familjen taggnäbbar inom ordningen tättingar. Släktet omfattar endast tre arter:
- Bergmussmyg (O. robusta)
- Rostmussmyg (O. murina)
- Klippmussmyg (O. solitaria)

Tidigare omfattade arten endast solitaria, men rostmussmygen och bergmussmygen, tidigare i Crateroscelis, har flyttats hit efter DNA-studier som visar att de är nära släkt.